# Daniël van der Stoep
Daniël Teunis van der Stoep (Delft, 12 september 1980) is een Nederlands politicus.

## Loopbaan
Van der Stoep komt uit Pijnacker en studeerde internationaal en Europees recht aan de Universiteit Leiden. Hij was in politiek actief voor het CDJA, de jongerenorganisatie van het CDA. Daarna werd hij bij de Tweede Kamerfractie van de PVV beleidsmedewerker voor Binnenlandse Zaken, Defensie en Nederlands-Antilliaanse en Arubaanse Zaken. In die functie ondersteunde hij het Kamerlid Hero Brinkman.

### Europees Parlement
Bij de Europese Parlementsverkiezingen in 2009 stond Van der Stoep op de derde plaats op de kandidatenlijst van de PVV. Tijdens de verkiezingscampagne kwam hij kort in opspraak toen bleek dat hij in een verwijderde bijdrage op zijn oude weblog twijfels had geuit over de juridisch-historische bewijsbaarheid van de Armeense genocide. Hij heeft hiervoor zijn excuses aangeboden aan partijleider Geert Wilders, die deze accepteerde. Hij werd bij deze verkiezingen gekozen tot lid van het Europees Parlement.
Van der Stoep werd in het Europees Parlement lid van de Commissie Burgerlijke Vrijheden, Justitie en Binnenlandse Zaken en lid van de Delegatie voor de betrekkingen met de Raad van het Palestijnse Zelfbestuur en plaatsvervangend lid in de delegatie voor de betrekkingen met Israël. Hij was lid van de Begrotingscommissie en de Delegatie voor de betrekkingen met de Verenigde Staten en plaatsvervanger in de Commissie Milieubeheer, Volksgezondheid en Voedselveiligheid.
Op 9 maart 2010 kwam Van der Stoep in aanvaring met SPD-leider Martin Schulz, de fractievoorzitter van de Partij van de Europese Sociaaldemocraten in het Europees Parlement, toen hij tijdens een debat de voorzitter van de Europese Commissie ter verantwoording riep over het feit dat deze in een jaar tijd meer dan 700.000 euro had gedeclareerd. Schulz noemde Van der Stoep daarop een fascist. Later verklaarde Schulz: “Ik heb niet Van der Stoep een ‘fascist’ genoemd, maar de Britse politicus die de PVV’er te hulp schoot. Die Brit noemde mij ‘Führer’, en pas daarna schold ik hem uit voor ‘fascist’".
Naar aanleiding van kritiek op het uitzetten van Roma door de Franse regering, pleitte Van der Stoep voor de Franse soevereiniteit op dit gebied. In november 2009 vroeg hij de Europese Commissie of deze al haar declaraties openbaar kan maken. Dit nadat hij eerder in een plenaire vergadering aan de Europese Rekenkamer hieromtrent openheid had gevraagd.
Op 17 augustus 2011 besloot Van der Stoep op te stappen als Europarlementariër, nadat hij onder invloed van alcohol een aanrijding had veroorzaakt. Aangezien hij vijf maal de maximaal toegestane waarde aan alcohol blies, kostte de kwestie hem tijdelijk zijn rijbewijs. Als Europarlementariër werd Van der Stoep opgevolgd door Auke Zijlstra.
Door het vrijkomen van een zesentwintigste zetel voor Nederland als uitvloeisel van het verdrag van Lissabon, keerde Van der Stoep in december 2011 terug in het Europees Parlement. De PVV wilde hem echter niet meer in de fractie, waarop Van der Stoep besloot na zijn installatie verder te gaan als onafhankelijk lid van het parlement.

### Artikel 50
In 2012 richtte Van der Stoep zijn eigen partij Artikel 50 op, met de bedoeling deel te nemen aan de Europese Parlementsverkiezingen van 2014. De naam verwijst naar artikel 50 van het Verdrag betreffende de Europese Unie, waarvan het eerste lid luidt: "Een lidstaat kan overeenkomstig zijn grondwettelijke bepalingen besluiten zich uit de Unie terug te trekken." Artikel 50 deed ook in vier gemeenten mee aan de gemeenteraadsverkiezingen van maart 2014 en haalde daarbij één zetel, in de gemeente Weesp.
Bij de Europese Parlementsverkiezingen van 2014 behaalde Artikel 50 geen zetel. In januari 2015 ging de partij op in VNL.

### Veroordeling
Op 11 november 2015 bevestigde het Openbaar Ministerie dat Van der Stoep wordt verdacht van minstens drie pogingen tot ontucht met minderjarige meisjes in de periode 2012 tot begin 2014. Hij zou daarbij onder meer geld, cocaïne, sigaretten, drank, hotelovernachtingen en vakantie hebben aangeboden en misbruik hebben gemaakt van zijn status als Europarlementariër. Op 24 november 2015 eiste het Openbaar Ministerie voor de rechtbank in Den Haag hiervoor vijf maanden cel (waarvan drie voorwaardelijk) en een werkstraf van 240 uur. Op 8 december werd Van der Stoep conform de eis veroordeeld. In augustus 2018 werd in hoger beroep de onvoorwaardelijke celstraf omgezet in 3 maanden voorwaardelijk.
- Parlement.com: vi5kc6ilo0xd